# Agarna cumulus
Agarna cumulus là một loài chân đều trong họ Cymothoidae. Loài này được Haller miêu tả khoa học năm 1880.